# 匙叶小檗
匙叶小檗（学名：Berberis vernae）是小檗科小檗属的植物，为中国的特有植物。分布在中国大陆的青海、甘肃、四川等地，生长于海拔2,200米至3,850米的地区，多生于河滩地和山坡灌丛中，目前尚未由人工引种栽培。

## 别名
西北小檗（青海植物志）